# Kerteminde (commune)
Pour la ville qui donne son nom à la commune, voir Kerteminde.
Kerteminde  est une commune du Danemark de la région du Danemark-du-Sud. Elle tient son nom de son chef-lieu. La commune comptait 23 773 habitants en 2019, pour une superficie de 206,74 km2.
Kerteminde est le résultat du rassemblement des trois anciennes communes de Kerteminde, Langeskov et Munkebo.

## Tourisme
La commune de Kerteminde possède des attraits touristiques :
- de nombreuses plages ;
- le centre-ville de Kerteminde, avec ses boutiques et ses restaurants ;
- la marina ;
- le centre marin Fjord&Baelt ;
- le cap Fyn ;
- le musée Viking qui expose le bateau de Ladby.